# القديس بامبو
بامبو (توفي ج. 390) كان أبًا صحراويًا قبطيًا في القرن الرابع وتلميذ أنطونيوس الكبير. عيده هو 18 يوليو بين الكنائس الأرثوذكسية المشرقية والأرثوذكسية الشرقية والكنيسة الرومانية الكاثوليكية.
كان بامبو تلميذاً لأنطونيوس الكبير. عاش في صحراء النتريان حيث أسس العديد من الأديرة. وقد اشتهر بحكمته، واستشاره كثيرون، منهم أثناسيوس، وميلانيا الكبرى، وأموناس المصري. وكان الأب الروحي لعدد من القديسين الآخرين، بما في ذلك الأنبا بيشوي ويوحنا القزم.

## سيرة شخصية
ترتبط الكثير من معلومات السيرة الذاتية عن بامبو من خلال تاريخ لوسياك لبالاديوس وإشارات مختصرة من قبل جيروم وتيرانيوس روفينوس.

### الحياة الرهبانية المبكرة
لا يُعرف سوى القليل عن حياة بامبو قبل أن يصبح راهبًا وتلميذًا لأنطوني.
وكانت أبرز كفارة له هي الصمت. بدأ ذلك مبكرًا في حياته الرهبانية بعد أن تلقى افتتاحية المزمور 39 من أبيه الروحي: "قلت أراقب طرقي حتى لا أقدر أن أخطئ بلساني". ولم يقل كلمة واحدة. لمعلمه لمدة ستة أشهر لكنه عمل على استيعاب هذا المقطع، وأخبر الرهبان الآخرين بكل تواضع أنه بالكاد استوعبه حتى بعد ثمانية عشر عامًا.

### الأب الروحي ورئيس الدير
اشتهر بتأسيسه أديرة في صحراء النتريان.
تلقى بامبو وديره العديد من هدايا الدعم من ميلانيا الكبرى وكان على علاقة وثيقة بها. نفي بامبو أو ذهب في رحلة حج إلى فلسطين مع إيزيدور، وبيسيميوس، وأديلفيوس، وبافنوتيوس وعشرات من رجال الدين الآخرين، وجاءت ميلانيا معهم. ويقال أيضًا أنه لم يقبل جميع الهدايا بلطف، وبدلاً من ذلك رأى فرصة لعكس "موقفها المتغطرس تجاه المال". وتتحدث رواية معينة عن قيام ميلانيا بإهداء بامبو عدة مئات من الجنيهات من الفضة، والتي وزعها على الفور بامبو على فقراء الأديرة دون الاعتراف بها.
خلال المناقشات المسيحية المبكرة حول الآريوسية، أحضر أثناسيوس بامبو من نيتريا لدعمه في ساحة الإسكندرية. لاحقًا، أشاد أثناسيوس بامبو ووصفه بأنه "نعمة من الله".
ويروى أن وجهه "أشرق كالبرق" علامة على درجة قداسته العالية.
بعد أن حصل شقيقان على ميراث كبير من والدهما، تنازل أحدهما عن كل شيء مباشرة بينما بنى الآخر ديرًا واهتم بالمحتاجين. عندما سئل بامبو عن أيهما أقدس، ذكر أنهما متساويان، ويقال إنه رأى الإخوة يقفون أمام الله. لقد سلط هذا التعليم الضوء على كيفية فهم الرهبان المسيحيين الأوائل لمجتمعاتهم وأهدافهم.
كان يعرف شخصيًا بيساريون، وإشعياء، وباسيوس، وأرسيسيوس، وسيرابيون الكبير - رهبان الصحاري المصرية - وقد نُقل عنه التحدث مع العديد منهم في مجموعات من الأقوال.
قام المؤرخ واللاهوتي روفينوس بزيارة بامبو عام 374.

### رواية
كان ينسج سلة عند وفاته، مما يجعلها الأولى من آثاره. كانت ميلانيا الكبرى، التي جمعت ذخائر العديد من الرجال القديسين، في نيتريا عندما مات وتسلمت تلك السلة ذاتها. ويقال إنه قال ساعة وفاته: "منذ أن جئت إلى هذا المكان من العزلة وبنيت قلايتي وسكنت فيه، لا أتذكر أنني أكلت إلا ما تعبت يدي من أجله، ولم أندم على أي كلمة تكلمت بها... ولذلك أذهب إلى الرب كمن لم يبدأ بعد في خدمة الله."
تاريخ الوفاة
هناك بعض الغموض حول متى مات بامبو. يشير البعض إلى وفاة "بامبو التاريخي" بين عامي 373 و374. يشير تاريخ لوسياك نفسه فقط إلى أنه توفي قبل دخول بالاديوس الصحراء، وهو ما يعني قبل عام 385. تؤكد صحيفة الاستشهاد اليومية الكاثوليكية أن وفاته كانت "حوالي 390"، ويتمسك آخرون بسنة 393.
يعرض كتاب "حياة القديسين" لألبان بتلر سنة الوفاة على أنها "عام 390 م."

## التبجيل
يتم تبجيل بامبو بين الكنائس الأرثوذكسية المشرقية والأرثوذكسية الشرقية والرومانية الكاثوليكية. يوم عيده هو 18 يوليو.

## إرث

### الأصولية المزعومة
وقد وصف العلماء بامبو وغيره من رهبان النتريان بأنهم "أصليون". ومع ذلك، يرى جراهام جولد أن هناك أساسًا تاريخيًا قليلًا للاعتقاد بأن بامبو كان إما شخصية متعلمة تعليمًا عاليًا أو أنه كان مرتبطًا بشكل معاصر بالأوريجينية. نشأ هذا الاتهام بسبب الجدل الدائر حول بعض تلاميذه وزملائه الرهبان طويلة القامة إخوة كيليا.

### وجهات النظر الليتورجية المنسوبة
يقال إنه عارض مشاركة المرأة في الغناء الليتورجي ويقال إنه أخبر راهبًا أصغر سناً أن التروباريا والإيكوي لهما تأثير مفسد. استخدم يوهانس كواستن نفسه هذه القصة لإثبات أن الرهبان الأوائل عارضوا الموسيقى الليتورجية المعقدة. أحدث العلماء ومع ذلك، يقبل عمومًا أن هذه الرواية لا تسبق القرن السادس. ومن الجدير بالذكر أيضًا أن المجموعة المحددة التي توجد فيها القصة -كتابات جيربرت - تعود إلى القرن الثامن عشر. لذا فإن موثوقية هذه الروايات التي تمثل آراء بامبو التاريخية ضعيفة نوعًا ما. يقول جيمس ماكينون بصراحة: "إن قصة... كيف كان أبا بامبو يوبخ راهبًا شابًا لأنه أعجب بقوانين وطروباريا كنائس الإسكندرية، هي قصة ملفقة... ويبدو أنها من القرن السادس". القرن."